# Polnische Meisterschaften im Skilanglauf 2018
Die Polnischen Meisterschaften im Skilanglauf 2018 fanden vom 6. bis zum 8. Januar 2018 und vom 23. bis zum 25. März 2018 in Szklarska Poręba statt. Ausgetragen wurden bei den Männern die Distanzen 15 km und 30 km und bei den Frauen 10 km und 15 km. Zudem wurden Sprint, Teamsprint, Mixed-Teamsprint und Staffelrennen absolviert. Bei den Männern gewann Maciej Staręga über 30 km sowie im Teamsprint zusammen mit Paweł Klisz und mit der Staffel von UKS Rawa Siedlce. Zudem siegte Kamil Bury im Sprint und Dominik Bury über 15 km und zusammen mit Eliza Rucka im Mixed-Teamsprint. Bei den Frauen holte Justyna Kowalczyk den Meistertitel über 15 km und mit der Staffel von KS AZS-AWF Katowice und Sylwia Jaśkowiec über 10 km und zusammen mit Urszula Łętocha im Teamsprint. Zudem triumphierte Monika Skinder im Sprint.

## Ergebnisse Herren

### Sprint klassisch
| Platz | Name               | Verein              |
| ----- | ------------------ | ------------------- |
| 1     | Mantas Strolia     | Litauen             |
| 2     | Kamil Bury         | MKS Istebna         |
| 3     | Modestas Vaičiulis | Litauen             |
| 4     | Paweł Klisz        | UKS Rawa Siedlce    |
| 5     | Jan Antolec        | KS AZS-AWF Katowice |
| 6     | Kacper Antolec     | KS AZS-AWF Katowice |
| 7     | Jaunius Drūsys     | Litauen             |
| 8     | Raimo Vīgants      | Lettland            |

Datum: 6. Januar

Es waren 41 Läufer am Start. Ausländische Teilnehmer erhielten keine Medaillen.

### Teamsprint Freistil
| Platz | Team                                                   | Zeit (min) |
| ----- | ------------------------------------------------------ | ---------- |
| 1     | UKS Rawa SiedlcePaweł Klisz Maciej Staręga             | 18:34,6    |
| 2     | MKS IstebnaDominik Bury Kamil Bury                     | 18:43,5    |
| 3     | KS AZS-AWF KatowiceJan Antolec Kacper Antolec          | 18:52,7    |
| 4     | NKS Trójwieś BeskidzkaBartłomiej Rucki Mateusz Haratyk | 19:42,5    |
| 5     | MKS KarkonoszeMichał Boreczek Michał Skowron           | 20:22,8    |
| 6     | UKS Regle KościeliskoMateusz Chowaniak Łukasz Kunc     | 20:25,6    |

Datum: 24. März

Es waren 11 Teams am Start.

### 4 × 7,5 km Staffel
| Platz | Team                                                                                 | Zeit (std) |
| ----- | ------------------------------------------------------------------------------------ | ---------- |
| 1     | UKS Rawa SiedlceDaniel Iwanowski Maciej Staręga Arkadiusz Posiadała Paweł Klisz      | 1:22:18,43 |
| 2     | KS AZS-AWF KatowiceDawid Bril Jan Antolec Wojciech Pelczar Kacper Antolec            | 1:22:22,33 |
| 3     | UKS Regle KościeliskoMateusz Chowaniak Andrzej Pradziad Marcin Rzeszótko Łukasz Kunc | 1:23:11,38 |

Datum: 25. März

Es waren 5 Teams am Start.

### 15 km Freistil
| Platz | Name              | Verein                 | Zeit (min) |
| ----- | ----------------- | ---------------------- | ---------- |
| 1     | Dominik Bury      | MKS Istebna            | 43:14,4    |
| 2     | Jan Antolec       | KS AZS-AWF Katowice    | 43:56,5    |
| 3     | Paweł Klisz       | UKS Rawa Siedlce       | 45:00,8    |
| 4     | Mateusz Haratyk   | MKS Trójwieś Beskidzka | 45:01,1    |
| 5     | Kamil Bury        | MKS Istebna            | 46:19,7    |
| 6     | Mateusz Chowaniak | UKS Regle Kościelisko  | 46:45,0    |
| 7     | Andrzej Pradziad  | UKS Regle Kościelisko  | 46:57,3    |
| 8     | Kacper Antolec    | KS AZS-AWF Katowice    | 47:08,0    |
| 9     | Łukasz Kunc       | UKS Regle Kościelisko  | 47:26,7    |
| 10    | Maciej Popieluch  | KS Jedność Nowy Sącz   | 48:13,9    |

Datum: 7. Januar

Es waren 25 Läufer am Start.

### 30 km klassisch Massenstart
| Platz | Name              | Verein                 | Zeit (std) |
| ----- | ----------------- | ---------------------- | ---------- |
| 1     | Maciej Staręga    | UKS Rawa Siedlce       | 1:18:11,3  |
| 2     | Dominik Bury      | MKS Istebna            | 1:18:14,1  |
| 3     | Mateusz Haratyk   | MKS Trójwieś Beskidzka | 1:18:22,4  |
| 4     | Paweł Klisz       | UKS Rawa Siedlce       | 1:18:29,0  |
| 5     | Jan Antolec       | KS AZS-AWF Katowice    | 1:19:48,7  |
| 6     | Kacper Antolec    | KS AZS-AWF Katowice    | 1:21:46,9  |
| 7     | Michał Skowron    | MKS Karkonosze         | 1:23:34,9  |
| 8     | Mateusz Chowaniak | UKS Regle Kościelisko  | 1:25:12,6  |
| 9     | Wiktor Czaja      | KS Jedność Nowy Sącz   | 1:26:00,9  |
| 10    | Maciej Popieluch  | KS Jedność Nowy Sącz   | 1:26:08,4  |

Datum: 31. März

Es waren 26 Läufer am Start.

## Ergebnisse Frauen

### Sprint klassisch
| Platz | Name             | Verein                              |
| ----- | ---------------- | ----------------------------------- |
| 1     | Monika Skinder   | MULKS Tomaszów Mazowiecki           |
| 2     | Izabela Marcisz  | Stowarzyszenie Sportowe Prządki-ski |
| 3     | Urszula Łętocha  | LKS Markam Wiśniowa Osieczany       |
| 4     | Sylwia Jaśkowiec | LKS Markam Wiśniowa Osieczany       |
| 5     | Weronika Kaleta  | LKS Markam Wiśniowa Osieczany       |
| 6     | Eliza Rucka      | MKS Istebna                         |

Datum: 6. Januar

Es waren 39 Läuferinnen am Start.

### Teamsprint Freistil
| Platz | Team                                                          | Zeit (min) |
| ----- | ------------------------------------------------------------- | ---------- |
| 1     | LKS Markam Wiśniowa-OsieczanySylwia Jaśkowiec Urszula Łętocha | 21:55,8    |
| 2     | KS AZS-AWF KatowiceJustyna Kowalczyk Katarzyna Stokfisz       | 22:17,9    |
| 3     | MKS IstebnaMarcelina Wojtyła Eliza Rucka                      | 24:09,7    |
| 4     | MKS Halicz UstrzykiLuiza Motyka Andżelika Szyszka             | 24:26,6    |
| 5     | LZS Sokół SzczyrkKlaudia Pytel Magdalena Kobielusz            | 24:48,4    |
| 6     | UKS Regle KościeliskoJustyna Pradziad Catherine Spierenburg   | 25:08,9    |

Datum: 24. März

Es waren 13 Teams am Start.

### 4 × 5 km Staffel
| Platz | Team                                                                                          | Zeit (std) |
| ----- | --------------------------------------------------------------------------------------------- | ---------- |
| 1     | KS AZS-AWF KatowiceMagdalena Czusz Justyna Kowalczyk Katarzyna Stokfisz Martyna Galewicz      | 1:03:09,98 |
| 2     | LKS Markam Wiśniowa OsieczanyIwona Piekarz Urszula Łętocha Sylwia Jaśkowiec Weronika Kaleta   | 1:04:58,01 |
| 3     | MKS Halicz Ustrzyki DolneKinga Polityńska Kamila Kiedrowska Andżelika Szyszka Luiza Motyka    | 1:10:08,16 |
| 4     | UKS Rawa SiedlceJustyna Stefaniuk Joanna Bronisz Rozalia Prokurat Anna Bielecka               | 1:12:51,13 |
| 5     | LKS Witów SKI Mszana GórnaJulia Demkowska Klaudia Kołodziej Gabriela Dawiec Ewelina Kołodziej | 1:13:01,58 |

Datum: 25. März

Es waren 6 Teams am Start.

### 10 km Freistil
| Platz | Name                    | Verein                              | Zeit (min) |
| ----- | ----------------------- | ----------------------------------- | ---------- |
| 1     | Sylwia Jaśkowiec        | LKS Markam Wiśniowa Osieczany       | 28:09,2    |
| 2     | Ewelina Marcisz         | MKS Halicz Ustrzyki Dolne           | 28:43,3    |
| 3     | Maryna Anzybor          | Ukraine                             | 28:54,3    |
| 4     | Walentyna Schewtschenko | Ukraine                             | 28:56,9    |
| 5     | Martyna Galewicz        | KS AZS-AWF Katowice                 | 29:37,9    |
| 6     | Tetjana Antypenko       | Ukraine                             | 29:41,3    |
| 7     | Kateryna Serdjuk        | Ukraine                             | 29:45,7    |
| 8     | Eliza Rucka             | MKS Istebna                         | 30:46,6    |
| 9     | Urszula Łętocha         | LKS Markam Wiśniowa Osieczany       | 30:49,9    |
| 10    | Izabela Marcisz         | Stowarzyszenie Sportowe Prządki-ski | 30:52,7    |

Datum: 7. Januar

Es waren 49 Läuferinnen am Start. Ausländische Teilnehmerinnen erhielten keine Medaillen.

### 15 km klassisch Massenstart
| Platz | Name               | Verein                        | Zeit(min) |
| ----- | ------------------ | ----------------------------- | --------- |
| 1     | Justyna Kowalczyk  | KS AZS-AWF Katowice           | 40:01,3   |
| 2     | Sylwia Jaśkowiec   | LKS Markam Wiśniowa Osieczany | 42:01,8   |
| 3     | Urszula Łętocha    | LKS Markam Wiśniowa Osieczany | 46:12,2   |
| 4     | Klaudia Pytel      | Sokół Szczyrk                 | 47:36,3   |
| 5     | Andżelika Szyszka  | MKS Halicz Ustrzyki           | 48:27,5   |
| 6     | Katarzyna Stokfisz | KS AZS-AWF Katowice           | 48:31,8   |
| 7     | Klaudia Kołodziej  | LKS Witów SKI Mszana Górna    | 48:45,5   |
| 8     | Magdalena Czusz    | KS AZS-AWF Katowice           | 49:05,7   |

Datum: 23. März

Es waren 23 Läuferinnen am Start.

## Mixed-Teamsprint klassisch
| Platz | Team                                                           | Zeit (min) |
| ----- | -------------------------------------------------------------- | ---------- |
| 1     | MKS IstebnaEliza Rucka Dominik Bury                            | 20:28,15   |
| 2     | KS AZS-AWF KatowiceMartyna Galewicz Jan Antolec                | 20:28,15   |
| 3     | NKS Trójwieś BeskidzkaAgata Warło Mateusz Haratyk              | 20:38,98   |
| 4     | KS AZS-AWF KatowiceKatarzyna Stokfisz Kacper Antolec           | 20:42,10   |
| 5     | UKS Regle KościeliskoJustyna Pradziad Andrzej Pradziad         | 20:42,10   |
| 6     | MULKS Grupa Oscar Tomaszów LubelskiMonika Skinder Bartosz Głaz | 21:05,32   |

Datum: 8. Januar

Es waren 19 Teams am Start.